# Mişelav
Mişelav, Mislav, Micislav, Mishlav o Mihai fue un líder valaco de Muntenia, en el curso superior del Olt, y aliado de Bezerenbam en 1241 durante la invasión mongola de Hungría.

## Biografía
Las únicas referencias a su persona aparecen en una crónica eslava y una persa. Algunos historiadores lo identifican con Mihai, antepasado de Litovoi, quien según algunas crónicas venecianas, habría llevado el mismo nombre, Mihai. Su sucesor parece ser, en 1247, Seneslau, aunque Neagu Djuvara y Constantin C. Giurescu consideran a los dos una misma persona. La controversia sobre este Mihai (Micislav) se amplifica por cierta confusión con el nombre del rey lituano que había obtenido una victoria contra los mongoles. Según la crónica persa Jami al-Tawarij de Rashid-al-Din Hamadani

A mediados de la primavera (1240), los príncipes cruzaron las (...) montañas para entrar en el país de Bulars y Bashguirds. Orda, que marchaba por la derecha, pasando por el país de Ilaut, se encontró (¿Bezerenbam?) con un ejército; este último ha sido derrotado. Cardan y Buri fueron contra los Sassans, y los derrotaron después de tres batallas. Budjek cruzó las montañas de ese país para entrar en Cara-Ulag (probablemente Transilvania y Valaquia), derrotó a los ulags (valacos), cruzó las (...) montañas y entró en el país de (¿Mișelav?), donde venció al enemigo que le esperaba.